# Leopold Zakrajšek
Leopold Zakrajšek (tudi Leo Zakrajšek), slovenski podjetnik, * 1. november 1887, Preserje, † 4. februar 1964, New York.
Zakrajšek se je po končani gimnaziji izselil v ZDA in leta 1919 v New Yorku ustanovil potovalno agencijo General Travel service s podružnico v Clevelandu. Okoli leta 1922 pa je ustanovil še banko Zakrajšek & Češarek, ki je posredovala pri pošiljanju denarja v Slovenijo, vendar je banka z začetkom velike gospodarske krize po letu 1929 prenehala delovati.
Zakrajšek je pisal tudi krajše tekste in jih objavljal v Ave Maria koledarju. Leta 1942 pa je izšel njegov Slovensko-ameriški državljanski priročnik.